# شكور الغمارية
شكور محمد سالم الغماري (1948) عضو مجلس الدولة العماني وعضو سابق لأكثر من دورة في مجلس الشورى العماني[1] .[2]  ولدت شكور محمد في السابع و العشرين من ديسمبر في عام 1948م. لقد درست شكور محمد الابتدائية والثانوية في مدارس البحرين الحكومية أما بالنسبة لدراستها الجامعية فقد التحقت بكلية العلوم الطبيعية قسم الكيمياء في القاهرة و قد تخرجت منها في عام 1975م ثم عملت بوزارة الخارجية العمانية كدبلوماسية وقد وصلت إلى درجة سكرتير أول بإدارة المنظمات و المؤتمرات كنائب للرئيس ثم في الإدارة السياسية في مكتب رئيس الشؤون السياسية (1975-1981) م. لكنها تركت العمل في الخارجية بعد أن أنجبت ثلاث أولاد ذكور 21 وضاح سنة محمد 13سنة,و يوسف 11سنة,وذلك من أجل التفرغ لتربيتهم. لم تترك شكور محمد إنجازاتها و اعمالها التطوعية في حين ذلك ,بل واصلت المسير, حيث تشكلت إنجازاتها بمشاركتها وفد السلطنة إلى مؤتمر المرأة العالمي في بيجين عام 1995 و في العام ذاته ذهبت في زيارة رسمية للولايات المتحدة, وانتخابها في مجلس الشورى العماني (البرلمان) لتمثل ولاية مسقط العاصمة, وقد اعيد انتخابها في عام 1997 من أجل عضوية البرلمان العماني – مجلس الشورى, بالإضافة إلى أنها شاركت وفد السلطنة في الأسبوع الثقافي العماني في بروكسل و تحدثت في البرلمان الأوروبي عن التجربة الذاتية كأول امرأة تنتخب في برلمان خليجي, و قد رأست وفد السلطنة إلى مؤتمر البرلمانيات المسلمات في إسلام آباد في العام 1996م و أيضا ذهبت في زيارة رسمية آخرى عام 1999م إلى اليابان و في العام 2001م شاركت وفد مجلس الدولة في زيارة رسمية للنمسا. أما بالنسبة لأعمالها التطوعية فقد أسست في عام 1996م جمعية ومركز التدخل المبكر للأطفال المعاقين، بالإضافة إلى عضويتها التطوعية في عدة جمعية ولجان مثل: عضو مجلس إدارة الجمعية الخليجية للمعاقين، عضو مؤسس جمعية الحياة ضد ادمان المخدرات، عضو اللجنة الوطنية لخدمات المعاقين وعضو لجنة متابعة وتنفيذ حقوق الطفل وعضو لجنة متابعة اتفاقية سيداو. (شكور محمد,2021)
لقد شغلت شكور محمد العديد من المناصب الوظيفية في عقد 1990 حيث كانت نائب رئيس اللجنة الاجتماعية والصحية بمجلس الشورى 1994م، عضو مجلس إدارة جمعية الأطفال المعاقين (1994-1999) م، رئيسة جمعية المرأة العمانية عام 1995م حيث إنها ترأستها لثلاث فترات، عضو المكتب التنفيذي بمجلس الشورى (1997-2000) م، عضو لجنة الصداقة العمانية الإيرانية (1997-2000) م وعضو في مجلس الدولة منذ 2000 حتى الآن. (شكور محمد,2021)
حصلت شكور محمد الغمارية على العديد من الجوائز فقد كرمت في عام 2000م من قبل السلطان الراحل قابوس بن سعيد لعضوية مجلس الدولة وفي عام 2001 كرمت من قبل الدولة كعضو في مجلس الدولة، وأيضا كرمت على تميزها في مجال العمل الاجتماعي والدبلوماسي وذلك من قبل جامعة الدول العربية وقد قام أمين عام جامعة الدول العربية بتكريمها في عام 2004م وذلك لفوزها بجائزة المرأة العربية المتميزة في حقل المشاركة البرلمانية والعمل العام. (شكور محمد,2021)